# Jan Halldoff
Jan Halldoff (Stockholm, 4 september 1939 – 23 juli 2010) was een Zweeds filmregisseur en scenarioschrijver. Tussen 1966 en 1982 regisseerde hij zeventien films. Zijn film Life's Just Great, uit 1967, werd vertoond op de 17e Berlinale.

## Filmografie (selectie)
- Life's Just Great (1967)
- Rötmånad (1970)